# Raimundo Clar Garau
Raimundo Clar i Garau (Algaida, Mallorca, 1931 - Palma, 6 de març de 2010) va ser un notari, jurista, catedràtic universitari i polític balear.

## Biografia
Llicenciat en Dret per la Universitat Central de Madrid en 1953, va guanyar plaça de notari per oposició. Compaginà la seva activitat com a notari amb la seva vocació com a ensenyant. Així, va treballar com a notari a Gérgal (província d'Almeria), Belvís de la Jara, Àvila, Lalín (província de la Corunya) i Palma (Mallorca). Al mateix temps va ser professor associat en la Complutense de Madrid i catedràtic de Dret mercantil en la Universitat de les Illes Balears durant tres anys (1985-1988). Va ser president de la Federació Catòlica d'Associacions de Pares d'Alumnes, degà del col·legi de Notaris i conseller del Banc de Crèdit Balear.
En l'àmbit polític, va ser membre de la Unió de Centre Democràtic (UCD), formació amb la qual va concórrer amb èxit a les eleccions de 1977, primeres lliures després de la dictadura, obtenint un escó al Congrés dels Diputats i on va ocupar la presidència de la comissió de Cultura (1977-1979). Com a diputat de la Legislatura constituent, estava integrat en l'Assemblea de Parlamentaris de les Illes Balears que va començar els treballs per a la redacció del futur Estatut d'Autonomia de les Illes Balears de 1983. Durant un any va ser conseller de cultura del Consell General Interinsular
El 2001 es va jubilar i el 2007 ha estat membre de la Comissió Assessora de Dret Civil del Govern Balear. També és president de l'Academia de la Cuina i el Vi de Mallorca i el 1985 fou president del Círculo Mallorquín.

## Obres
Especialista en el dret civil balear, va ser autor, entre altres obres acadèmiques, de:
- Clar Garau, Raimundo. «Artículos 1 a 63 [i.e. 65] de la Compilación de Baleares». A: Comentarios al Código Civil y compilaciones forales.  Madrid: Editoriales de Derecho Reunidas, 1980. OCLC 804954041.
- —. El Derecho foral de Mallorca.  Palma: Lleonard Muntaner, 2005. OCLC 804596118.